# 電視大樓

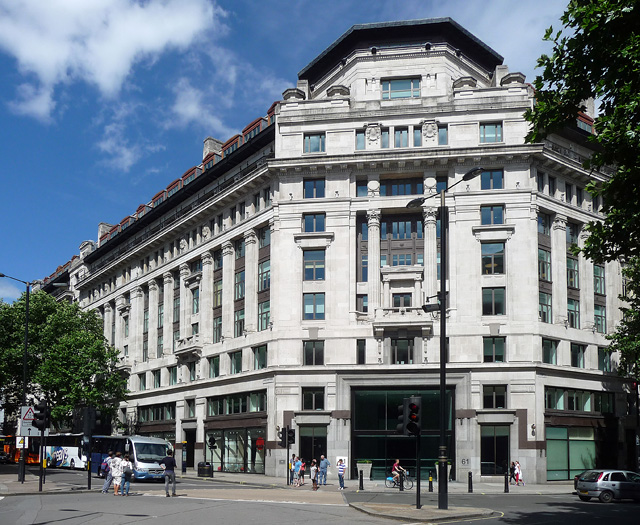

電視大樓（Television House）是位於倫敦國王道的一座建築。自1955年開始，電視大樓是聯合-麗的、獨立電視新聞（ITN）、 TV Times雜誌的總部。之後該大樓成為泰晤士電視的總部。電視大樓內共設有四個攝影棚。在泰晤士電視搬離之後，這裡曾是註冊總署和埃克森美孚的辦公場所。現在該大樓改名為奧德維奇61號。